# Lancia Dikappa
Der Lancia Dikappa ist ein Automobil von Lancia das von 1921 bis 1922 produziert wurde.
Der Lancia Dikappa ist die sportliche Version des Lancia Kappa. Der Kappa ist ein offener Viersitzer mit Phaeton-Karosserie, der Dikappa hat eine Torpedo-Karosserie mit geneigter Windschutzscheibe.
Um das Gewicht des Fahrzeugs niedrig zu halten, wurde das Karosserieskelett aus Nuss- und Akazienholz mit Aluminiumblech verkleidet. Der Vierzylindermotor aus dem Kappa wurde überarbeitet und leistet aus 4940 cm³ Hubraum maximal 64 kW (87 PS) bei 2300/min. Diese Leistung verschafft dem Wagen eine Höchstgeschwindigkeit von knapp 130 km/h. Lancia baute 160 Stück des Dikappa. Eine höhere Stückzahl wurde vor allem durch den sehr hohen Kaufpreis von 80.000 Lire verhindert.